# Lajos Antal spanyol infáns
Lajos (Antal János; Madrid, Spanyolország, 1727. július 25. – Arenas de San Pedro, Spanyolország, 1785. augusztus 7.), Spanyolország infánsa, Chinchón 13. grófja, 1754-es egyházi pályájának elhagyása előtt Toledo érseke 1735 és 1754 között, egyúttal a valaha volt legfiatalabb kinevezett bíboros a Guinness Rekordok Könyve szerint.

## A kezdetek

### Ifjúkora

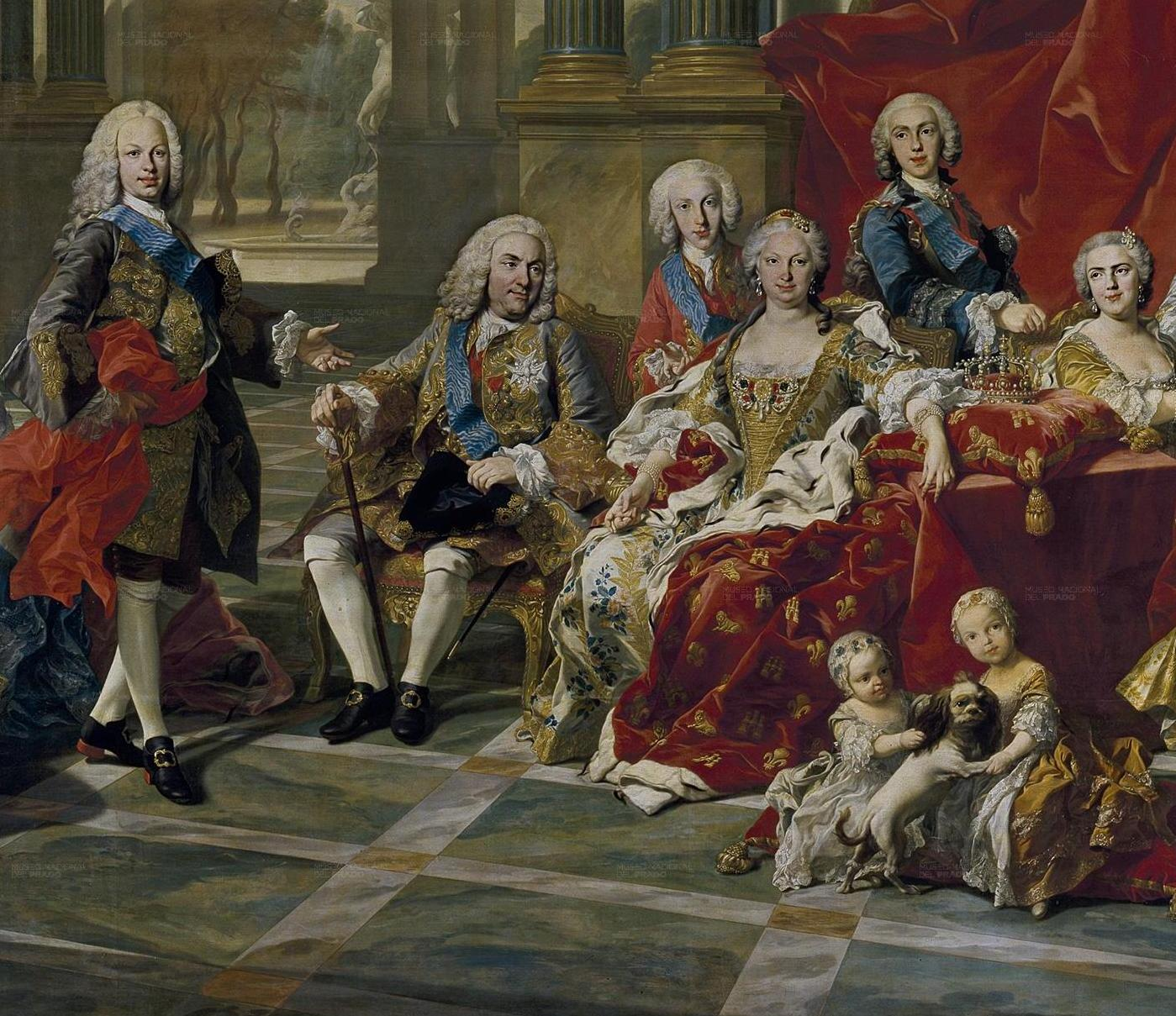
Részlet az V. Fülöp családja c. festményből, balról jobbra: Asztúria hercege, V. Fülöp, Lajos Antal infáns, Erzsébet királyné, Fülöp infáns és felesége, Lujza Erzsébet hercegnő, valamint előtérben a király két unokája: Mária Izabella Anna és Izabella hercegnők (Museo del Prado)

Lajos Antal János 1727. július 25-én született V. Fülöp spanyol király és második felesége, Farnese Erzsébet királyné legfiatalabb fiaként. Nevét XV. Lajos francia király után kapta. Mivel távoli helyet foglalt el a spanyol korona öröklésében, így a katolikus egyházi pálya felé orientálták, ahogyan az Európa-szerte szokás volt a korban az uralkodó és nemesi családok második vagy az utánuk jövő fiúgyermekek esetében.
Az utódlásban Lajost megelőzte apja első, Savoyai Mária Lujza Gabriellával való kapcsolatából származó fia, Ferdinánd, valamint édestestvérei: Károly és Fülöp is. Lajos születésekor apja első házasságából való elsőszülött fia, a szintén Lajos már nem élt.

### Egyházi pályafutása

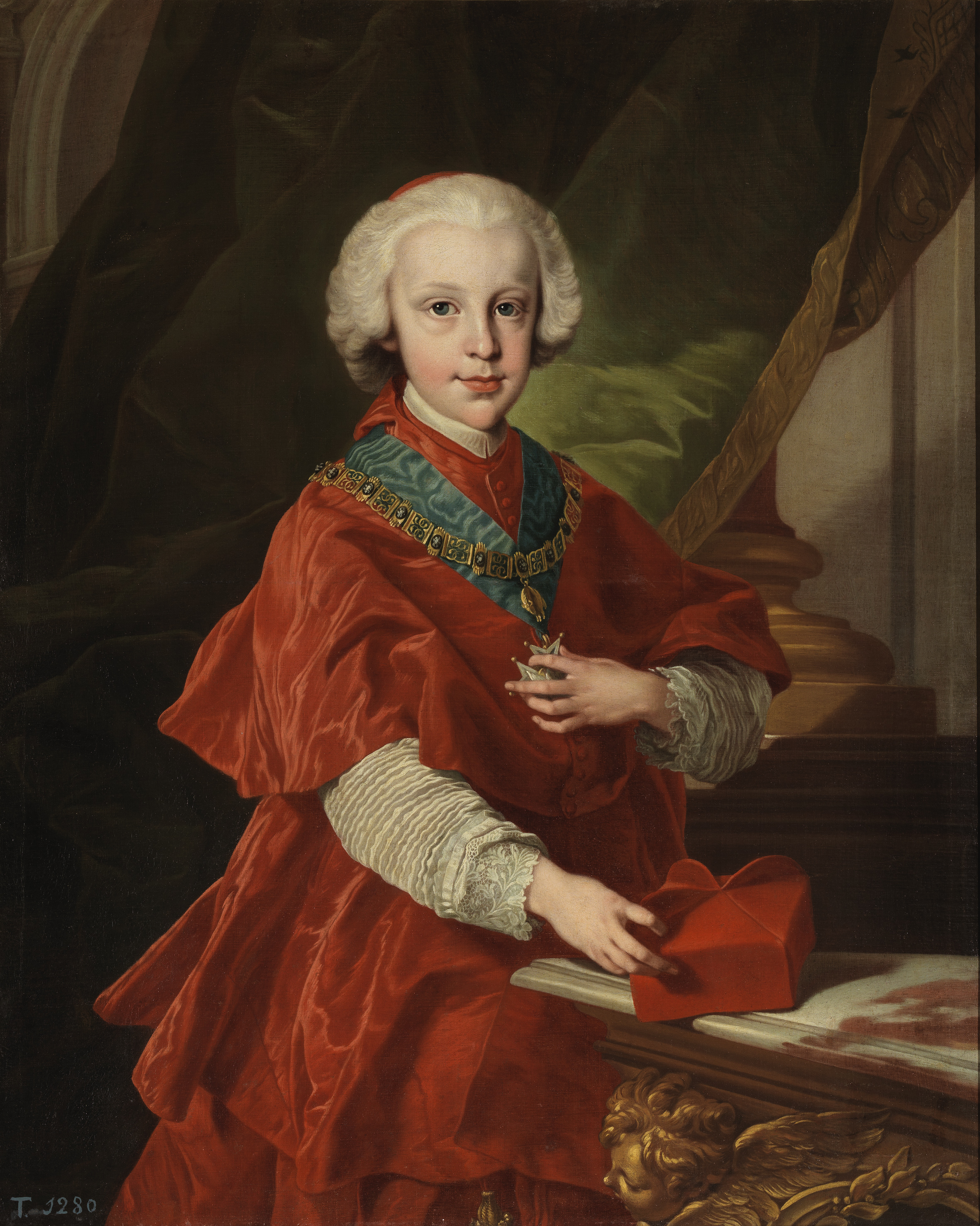
Az ifjú Lajos Antal bíboros-infáns 1737 körül Louis-Michel van Loo portréján (Prado)

1735-ben szülei az Apostoli Szentszékkel folytatott hosszas és nehéz tárgyalásokat követően sikeresen szerezték meg számára a toledói érsekséget. Ugyan Lajos ekkor alig múlt el nyolc éves, és a tridenti zsinat tiltotta a gyermekpapok felszentelését, ám ennek ellenére XII. Kelemen pápa 1735 decemberében kinevezte a Santa Maria della Scala bíboros-papjává, valamint a toledói érsekség apostoli kormányzójává – ezzel Spanyolország prímása lett. Hat évvel később, 1741-ben, miután felszentelték, a sevillai érseki széket is megkapta.
Mivel nem volt vallásos elhivatottsága, Lajos fel akart hagyni egyházi tisztségeivel. Sokkal jobban érdekelték a bálok, a tánc, a zene, valamint a lövészet, a vadászat és a vívás. 1754-ben közölte elhatározását fivérével, VI. Ferdinánd királlyal, aki beleegyezett döntésébe, a pápa pedig elfogadta lemondását.

## Későbbi élete

### Chinchón grófjaként

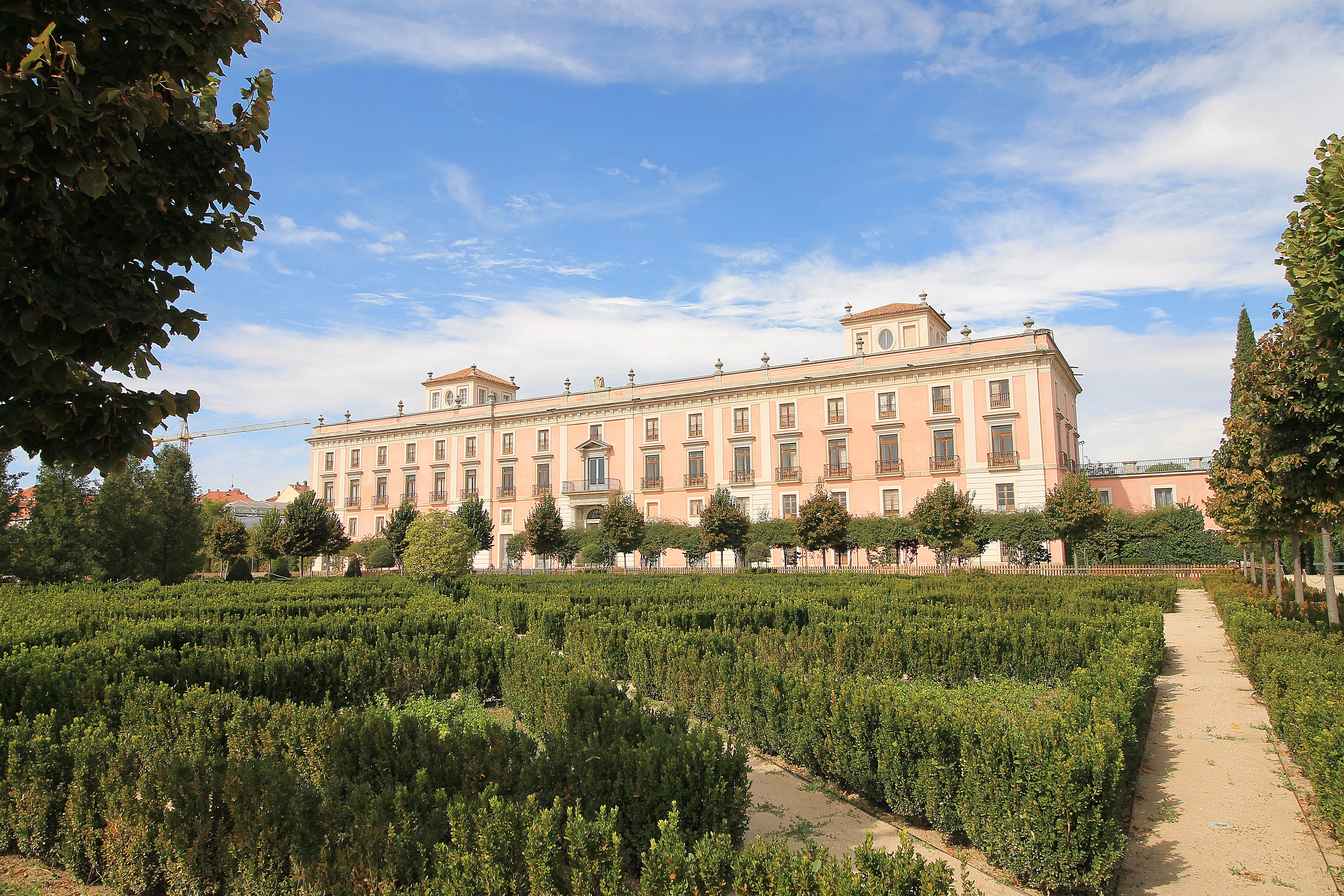
A Ventura Rodríguez építész tervei alapján 1765-re megépült Palacio del Infante don Luis, az infáns Boadilla del Montéban lévő rezidenciája, amelynek kápolnájába Lajos halála után kerülni kívánt

Az egyházi pályát elhagyva 1761-ben megvásárolta másik fivéréről, Parma hercegétől a Chinchón grófja címet és az azzal járó birtokokat. A címadó Chinchón-kastélyon túl számos egyéb település is hozzátartozott: Morata de Tajuña, San Martín de la Vega, Colmenar de Oreja, Villaconejos, Villaviciosa de Odón és Boadilla del Monte is. Ez utóbbiban épült meg az ismert spanyol építész, Ventura Rodríguez tervei alapján Lajos infáns palotája. Új rezidenciája lehetőséget biztosított számára, hogy kedvelt hobbijainak élhessen: a vadászaton túl számos festőművész és zeneszerző mecénása volt, olyanoké mint Luigi Boccherini, továbbá Francisco de Goya, Luis Paret y Alcázar és Charles Joseph Flipart festőké is.
Még 1759. augusztus 10-én elhunyt Ferdinánd király, Lajos infáns féltestvére. Mivel a királynak szeretett feleségétől, Portugáliai Borbálától nem születtek gyermekei, így a trónöröklésben legidősebb öccse, Károly, Nápoly és Szicília királya, Lajos bátyja következett. Az infáns azonban magának követelte a trónt, révén, hogy ő volt apjuk egyedüli fia, aki még a Spanyol Birodalomban élt. Követelését azonban nem tudta érvényesíteni, a spanyol trónt Károly kapta, Asztúria hercege annak legidősebb fia, Károly herceg lett, itáliai trónjain pedig másik fia, Ferdinánd követe.

### Családi élete, házassága

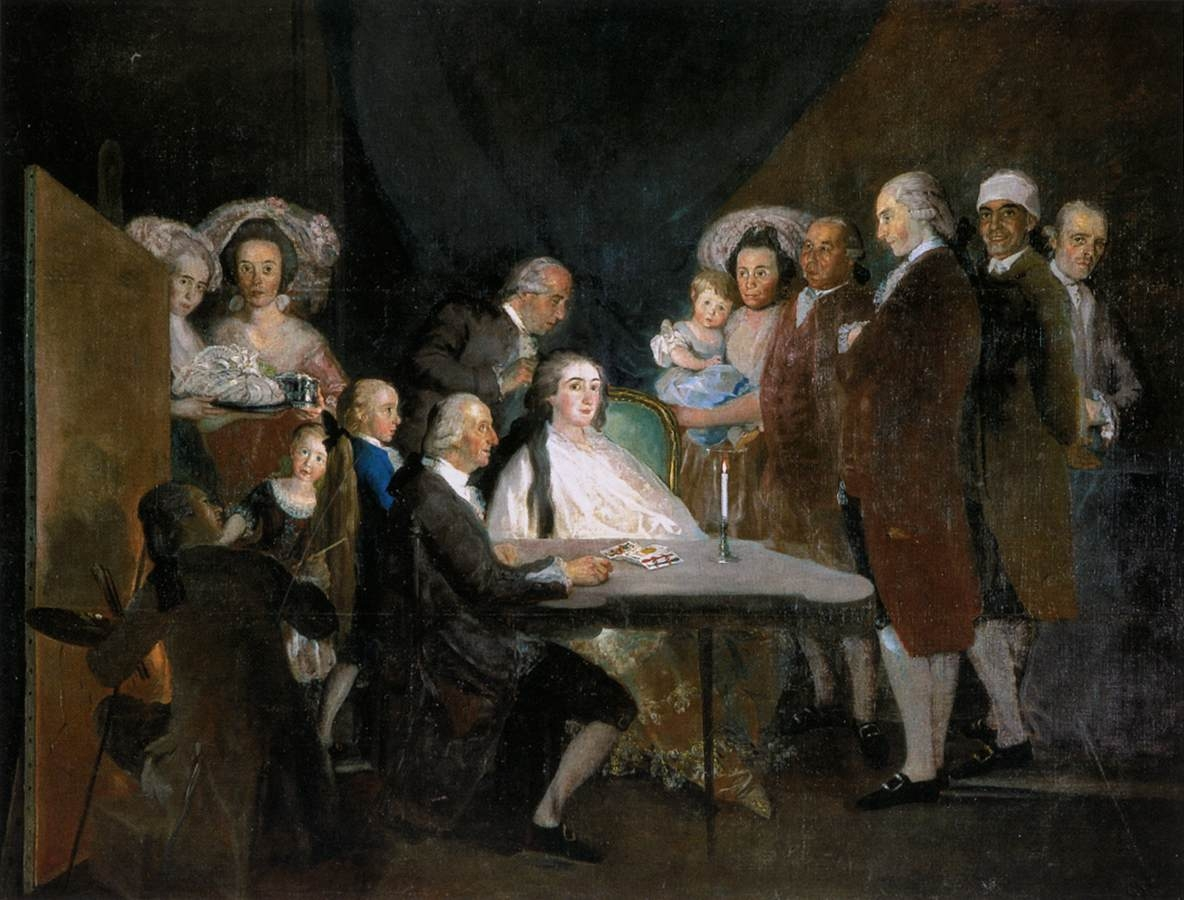
Lajos infáns családja c. Francisco de Goya festmény. Középen az asztálnál ülve Lajos infáns, mellette (szintén ülve) felesége, María Teresa de Vallabriga (magángyűjtemény)

III. Károly királynak állandó problémát jelentett öccse házasságkötési szándéka. A király tartva attól, hogy megkérdőjelezhető gyermekei trónöröklési joga – révén, hogy mind külföldön, nápolyi regnálása idején születtek –, megtiltotta Lajos infáns számára, hogy rangban vele egyenlő személlyel házasodjon. A király az 1776-os pragmatica sanctio értelmében kikötötte, hogy a királyi család bármely tagja, aki morganatikus házasságot köt, az abból születendő gyermekek nem örökölhetik a trónt, nem viselhetnek királyi rangot, emellett a Bourbon név sem jár nekik.
Lajos infáns közismert volt kicsapongó életviteléről. Kapcsolatot ápolt több köznépből származó nővel is, akiktől igazoltan legalább két törvénytelen gyermeke született, és emellett kezelték nemibetegség – feltehetően szifilisz – miatt is. 1775-ben egy botrány is kirobbant: szárnyra kelt a pletyka, miszerint Luis Paret y Alcázar, akinek Lajos 1774-től volt elsőszámú mecénása, személyesen kerített nőket az infáns számára. Amikor a híresztelések beigazolódtak, Lajost száműzték a királyi udvarból, Paretnek pedig Puerto Ricóba kellett mennie.
1776. június 27-én, Olías del Reyben végül rangon aluli házasságot kötött az aragóniai származású nemesasszonnyal, María Teresa de Vallabriga y Rozassal, aki az Európa-szerte közismert jakobita José de Rozas unokája volt. Kapcsolatukból három gyermek született, akik mindnyájan megérték a felnőttkort.

#### Gyermekei
|    | Gyermeke                                             | Született          | Elhunyt            | Megjegyzés |
| -- | ---------------------------------------------------- | ------------------ | ------------------ | --- |
| 1. | Luis María de Borbón y Vallabriga                    | 1777. május 22.    | 1823. március 19.  | Chinchón 14. grófja, San Martín de la Vega 1. márkija. Apjához hasonlóan egyházi pályára lépett: kinevezték többek között toledói érseknek és az ország prímásának is. Nem házasodott meg és nem születtek gyermekei.                              |
| 2. | María Teresa Josefa de Borbón y Vallabriga           | 1780. november 26. | 1828. november 24. | Fivérét követvén Chinchón 15. grófnője, valamint Boadilla del Monte 1. márkinője volt. Manuel Godoynak, Alcudia és Sueca hercegének, az ország miniszterelnökének első felesége lett. Kapcsolatukból egy leánygyermek, Sueca hercegnéje született. |
| 3. | María Luisa Fernanda Norberta de Borbón y Vallabriga | 1783. június 6.    | 1848. december 1.  | Hozzáment Joaquín José de Melgarejóhoz, San Fernando de Quiroga 1. hercegéhez. Nem születtek gyermekeik. |

### Halála, utóélete

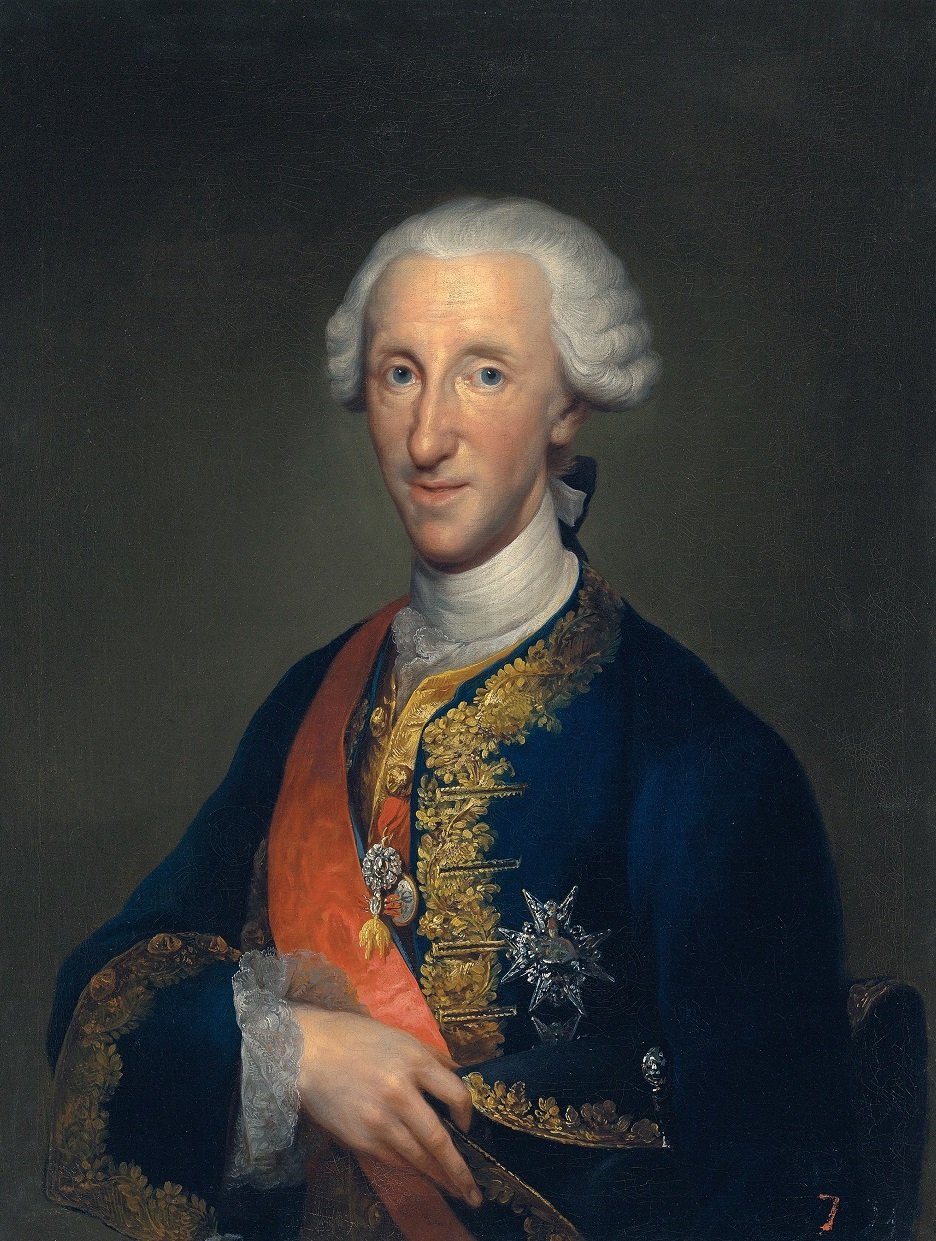
Lajos infáns Mengs egy korábbi, 1769-es portréján (Művészeti Múzeum)

Lajos infáns családjával később is belsőszáműzetésben élt, továbbra sem térhettek vissza a madridi királyi palotába. Ennek ellenére testvérével, Károly királlyal rendeződött viszonya, elfogadta fivérét királyának, bár egész életében keserűséget érzett amiatt, hogy elvesztette a lehetőségét annak, hogy ő maga legyen az ország monarchája. A király bőséges juttatást biztosított a család számára, akik székhelyüket többször is megváltoztatták, utolsóként Arenas de San Pedróban telepedtek le – Lajos itt emeltette a Mosquera-palotát.
Az infánst itt érte a halál 1785. augusztus 7-én, ötvennyolc éves korában. Nem tartották tiszteletben azt a kívánságát, hogy maradványait a boadillai palotájában helyezzék el. Nyughelye a spanyol királyi család hagyományos San Lorenzo de El Escorial-i királyi kolostorban lévő Infánsok panteonja lett.
Halála után a király szétválasztotta a családot: az özvegytől elvette gyermekeit, akiket Toledóba küldött és Francisco Antonio de Lorenzana bíboros gondjaira bízott. Luis Maríát egyházi pályára, míg húgait kolostorba küldték tanulni, feltehetően azért, hogy sose házasodjanak meg és ne okozhassanak gondot a trónutódlás szempontjából. Később, már IV. Károly király uralkodása idején a királyné, Mária Lujza összeházasította kegyencét és szeretőjét, egyben az ország miniszterelnökét, Manuel Godoyt az idősebb leánnyal, María Teresával. A testvérek ekkor megkapták az általuk korábban nem viselhetett Bourbon vezetéknevet is.